# Alexander Nikolajewitsch Koschkin
Alexander Nikolajewitsch Koschkin (russisch Александр Николаевич Кошкин; * 13. September 1959 in Moskau; † 16. Oktober 2012) war ein sowjetischer Boxer. Er gewann bei den Olympischen Spielen 1980 in Moskau eine Silbermedaille und war 1981 Europameister und 1982 Weltmeister der Amateure im Halbmittelgewicht.

## Werdegang
Alexander Koschkin begann als Jugendlicher mit dem Boxen und gehörte der Sportorganisation Arbeiterreserven („Trudovje Reservy“) in Moskau an. Weiteres über seine frühe Entwicklungsphase ist nicht bekannt.
1978 belegte er bei der sowjetischen Juniorenmeisterschaft im Weltergewicht nach einer Punktniederlage im Finale gegen Roman Filimonow den 2. Platz. Bereits ein Jahr später, 1979, wurde er sowjetischer Meister bei den Senioren, wobei er im Endkampf Waleri Raschkow nach Punkten besiegte. Er wurde daraufhin auch schon bei der Europameisterschaft in Köln eingesetzt, wo er gegen Ole Svendsen aus Dänemark nach Punkten gewann, im Viertelfinale aber gegen Ernst Müller aus der Bundesrepublik Deutschland nach Punkten (0:5) verlor. Er kam damit auf den 5. Platz. Beim im gleichen Jahr erstmals stattfindenden Welt-Cup in New York besiegte er Fernando Cruz von den Philippinen durch K. o. in der 1. Runde und David Hall aus Australien durch Abbruch in der 1. Runde. Im Endkampf unterlag er aber dem US-Amerikaner Edward Green nach Punkten (0:5).
1980 konnte er in Moskau bei einem Länderkampf der UdSSR gegen die Vereinigten Staaten Revanche für die Niederlage gegen Green nehmen. Er besiegte diesen klar nach Punkten. Im gleichen Jahr konnte Alexander Koschkin aber seinen sowjetischen Meistertitel im Weltergewicht nicht verteidigen. Er unterlag im Finale gegen Pjotr Galkin nach Punkten. Er wurde aber trotzdem für die Olympischen Spiele in Moskau im Halbmittelgewicht nominiert. Dort besiegte er Salah Jassim Beden aus Irak durch K. o. in der 1. Runde, Nick Wilshire aus Großbritannien durch K. o. in der 2. Runde und Detlef Kästner aus der DDR nach Punkten. Im Endkampf unterlag er dem Kubaner Armando Martínez nach Punkten (1:4 Richterstimmen) und gewann damit die Silbermedaille.
Im März 1981 gelang ihm der Sieg im Europameisterschafts-Ausscheidungsturnier in Riga, wo er im Halbmittelgewicht im Finale Igor Ilenzeyer besiegte. Bei der Europameisterschaft 1981 in Tampere besiegte er Detlef Kästner aus der DDR (5:0), Angelo La Mattina, Italien (5:0), Michail Takow, Bulgarien (5:0) und Miodrag Perunović aus Jugoslawien (4:1) jeweils nach Punkten und wurde damit Europameister. Bei der im September 1981 stattfindenden sowjetischen Meisterschaft schied er dann schon in der Runde der letzten "32" durch eine Punktniederlage gegen Sergei Wasilenko aus und belegte dadurch nur den 17. Platz.
1982 wurde Alexander Koschkin in Tallinn Sieger beim Weltmeisterschafts-Ausscheidungsturnier. Er besiegte dabei Waleri Laptjew, Nikolai Melnik und Oleg Koliadin nach Punkten. Bei der Weltmeisterschaft in München war er in hervorragender Form und besiegte Finn Fahnoe, Dänemark (5:0), Kalongo Bolemi aus Zaire (5:0) und Tom Carr aus Irland (5:0) jeweils überlegen nach Punkten. Damit stand er im Finale gegen den starken Kubaner Armando Gomez, den er in einem mitreißenden Kampf mit 3:2-Richterstimmen niederrang. Er wurde damit Weltmeister.
Im Februar 1983 unterlag Alexander Koschkin in Las Vegas in einem Länderkampf gegen den späteren Profi-Weltmeister Frank Tate nach Punkten. Bei der sowjetischen Meisterschaft 1983 unterlag er dann im Viertelfinale gegen Babken Sagradjan nach Punkten und kam damit bei dieser Meisterschaft nur auf den 5. Platz. Das ist das letzte Ergebnis, das von ihm bekannt ist. Offensichtlich beendete er daraufhin seine Karriere. Warum das bereits mit 23 Jahren erfolgte, ist nicht bekannt. Allerdings beendeten in der Sowjetunion in der Regel die Boxer ihre Karriere meist schon zwischen dem 25. und dem 28. Lebensjahr, weil sie sich dann ihrer Berufsausbildung widmeten. Außerdem begannen diese Boxer ihre internationale Karriere mit 18 Jahren oft schon sehr früh.

## Internationale Erfolge
| Jahr | Platz  | Wettbewerb                                                                   | Gewichtsklasse | Ergebnis |
| 1979 | 1.     | Intern. Turnier in Alma Ata                                                  | Welter         | nach einem Punktsieg im Finale über Wjatscheslaw Bodnya, UdSSR |
| 1979 | 5.     | EM in Köln                                                                   | Welter         | nach einem Punktsieg über Ole Svendsen, Dänemark (5:0) und einer Punktniederlage gegen Ernst Müller, BRD (0:5) |
| 1979 | 2.     | Welt-Cup in New York                                                         | Welter         | nach einem K.o.-Sieg in der 1. Runde über Fernando Cruz, Philippinen und einem Abbruch-Sieg in der 1. Runde über David Hall, Australien und einer Punktniederlage im Finale gegen Edward Green, USA (0:5)                   |
| 1980 | 1.     | 6. Turnier um das goldene Boot in Lodz                                       | Halbmittel     | nach Abbruch-Sieg in der 2. Runde über Jan Franek, CSSR, einem Abbruch-Sieg in der 2. Runde über Tadeusz Pochwalka, Polen und einem Abbruch-Sieg in der 1. Runde über Andrzej Krysiak, Polen                                |
| 1980 | Silber | OS in Moskau                                                                 | Halbmittel     | nach K.o.-Sieg in der 1. Runde über Salah Jassim Beden, Irak, K.o.-Sieg in der 2. Runde über Nick Wilshire, Großbritannien, Punktsieg über Detlef Kästner, DDR (5:0) und Punktniederlage gegen Armando Martínez, Kuba (1:4) |
| 1980 | 2.     | Jubiläums-Turnier zum 100-jährigen Bestehen des engl. Boxverbandes in London | Halbmittel     | nach Punktniederlage im Finale gegen Nick Wilshire, England |
| 1981 | 1.     | EM in Tampere                                                                | Halbmittel     | nach Punktsiegen über Detlef Kästner, DDR, Angelo La Mattina, Italien, Michail Takow, Bulgarien und Miodrag Perunović, Jugoslawien (4:1)                                                                                    |
| 1982 | 1.     | WM in München                                                                | Halbmittel     | nach Abbruch-Sieg in der 1. Runde über Finn Fahnoe, Dänemark und Punktsiegen über Kalonge Bolemi, Zaire (5:0), Tom Carr, Irland (5:0) und Armando Gomez, Kuba (3:2)                                                         |
| 1982 | 1.     | Golden-Gloves-Turnier in Belgrad                                             | Halbmittel     | nach einem Punktsieg im Finale über Spasojevic, Jugoslawien |

## Länderkämpfe
| Jahr | Ort          | Begegnung       | Gewichtsklasse | Ergebnis                                       |
| 1980 | Moskau       | UdSSR gegen USA | Welter         | Punktsieg über Edward Green                    |
| 1981 | Las Vegas    | USA gegen UdSSR | Halbmittel     | Abbruch-Sieg in der 1. Runde über James Shuler |
| 1981 | Port Sherif  | USA gegen UdSSR | Halbmittel     | Punktsieg über Stevens                         |
| 1982 | Moskau       | UdSSR gegen USA | Halbmittel     | Punktniederlage gegen Alfred Mayes             |
| 1983 | Las Vegas    | USA gegen UdSSR | Halbmittel     | Punktniederlage gegen Frank Tate               |
| 1983 | Indianapolis | USA gegen UdSSR | Halbmittel     | Punktniederlage gegen Kurt Hall                |

## Sowjetische Meisterschaften
| Jahr | Platz | Gewichtsklasse | Ergebnis                                                                    |
| 1978 | 2.    | Welter         | Juniorenmeisterschaft; nach Punktniederlage im Finale gegen Roman Filimonow |
| 1979 | 1.    | Welter         | nach Punktsieg im Finale über Waleri Raschkow                               |
| 1980 | 2.    | Welter         | nach Punktniederlage im Finale gegen Pjotr Galkin                           |
| 1981 | 17.   | Halbmittel     | nach Punktniederlage in der Runde der letzten "32" gegen Sergei Wasilenko   |
| 1983 | 5.    | Halbmittel     | nach Punktniederlage im Viertelfinale gegen Babken Sagradjan                |

## Erläuterungen
- OS = Olympische Spiele, WM = Weltmeisterschaft, EM = Europameisterschaft
- Weltergewicht, damals bis 67 kg, Halbmittelgewicht bis 71 kg Körpergewicht